# عارف خان جوي
عارف خان جوي (15 يونيو 1978 - ) هو سياسي ولاعب كرة قدم بنغلاديشي في مركز الوسط.

## وصلات خارجية
- عارف خان جوي على موقع ناشيونال فوتبول تيمز (الإنجليزية)